# 张健伊
 张健伊（1979年10月16日—），别名健一，中国大陆著名满族漫画家。2005年获得金龙奖多格漫画优秀奖。

## 作品

### 法文版
- 《Dieu Singe》
- 《9 Tigres》
- 《西游记》

### 英文版
- 《Crystal Fractal Universe》
- 《Sekushi Memory》

### 中文版
- 《格兰特船长的儿女》
- 《我的给你》
- 《七剑》

## 奖项荣誉
- 2004年中国内地年度最佳漫画新人 。[1]
- 2005年获得金龙奖多格漫画优秀奖。